# Fuzzbox
Een Fuzzbox (vaak verkort tot Fuzz) is een elektrische versterker met een extreem vervormingseffect die aangesloten wordt op elektrische muziekinstrumenten, met name op elektrische gitaren en basgitaren.

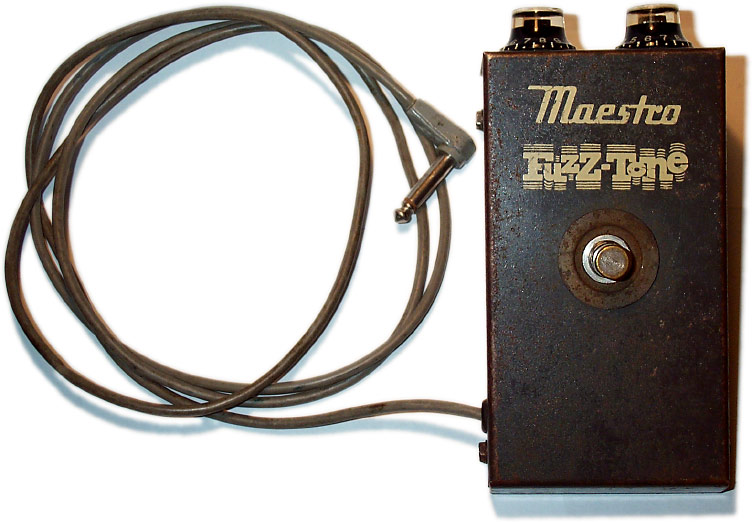
Gibson Maestro Fuzz Tone FZ-1A, een van de eerste bedrijfsmatig verkochte fuzzboxen

## Gebruik
Het gebruik van een Fuzzbox geeft een orgelpunt aan de tonen die door het versterkte instrument worden voortgebracht. De Fuzzbox neemt meestal de vorm aan van een effectpedaal, waarin een versterker en een clippingcircuit verwerkt zijn die alle inkomende sinusgolfsignalen er als een blokgolf doen uitkomen. De onderdelen die voor de signaal clipping worden gebruikt zijn over het algemeen diodes of transistoren. "Vintage" liefhebbers geven vaak de voorkeur aan germanium transistoren of diodes. Tegenwoordig worden echter meestal silicium transistors of diodes gebruikt. Deze klinken beduidend anders, maar niet per definitie beter of slechter. In tegenstelling tot andere effectpedalen zoals oversturing en distortion versterkt en dempt de Fuzzbox de signalen op een manier die een wat klassiekere, zachte toon meegeven. Men gebruikt de term Fuzzbox ook vaak om aan te geven dat een effect géén distortion is. Of een fuzzbox "goed" klinkt hangt grotendeels samen met de versterker en de luidspreker die het signaal hoorbaar maken. Marshall jtm-versterkers met Celestion G12H Greenbacks staan er bijvoorbeeld om bekend de gemeente klank van een fuzz-gitaar tot een warm scheurende klank te verwerken terwijl een Fender Twin Reverb met JBL120F speakers zo helder klinkt dat de "scherpe randen" van een fuzz-signaal voor het de meeste oren moeilijker te verdragen zijn. Om die reden zijn sommige fuzz-pedalen met een "roll-off filter" voor het hoog uitgerust.

## Geschiedenis
Sessiegitarist Grady Martin ontdekte het Fuzz-geluid in 1961. Dit kwam door een defect in het toestel waarop Martin zijn gitaar had aangesloten. Ondanks het defect zijn de opnames gewoon doorgegaan en is het effect te horen in het nummer "Don't Worry" van Marty Robbins.
In 1962 hoorden The Ventures het fuzz geluid in de opname van "Don't Worry". Ze schakelden hun vriend, Red Rhodes (een elektronica-specialist) in om het geluid na te maken. Enkele maanden later had hij de eerste fuzzbox gebouwd die later in het nummer "2000 Pound Bee" te horen was.

## Bekende Fuzzboxen en hun gebruikers
- Maestro Fuzz Tone FZ-1, een van de eerste Fuzzboxen. (Rolling Stones: "(I Can't Get No) Satisfaction")
- Mosrite Fuzz-Rite (Iron Butterfly: "In A Gadda Da Vida")
- Dallas Arbiter Fuzz Face (Jimi Hendrix, David Gilmour, Eric Johnson) (tegenwoordig door Dunlop geproduceerd)
- Vox Tonebender
- Foxx Tone Machine
- Electro-Harmonix Big Muff (King Crimson, David Gilmour (vanaf 1977), Dinosaur Jr., Tocotronic, Jack White)
- Univox Super-Fuzz
- Z-Vex Fuzz Factory (een moderne Fuzz die oude fuzz-techieken met een moderne toonregeling combineert)